# Johann Gottlob Lehmann
Johann Gottlob Lehmann (4 de agosto de 1719 – 22 de enero de 1767) fue un mineralogista y geólogo alemán conocido por su trabajo y contribuciones de investigación al registro geológico que condujeron al desarrollo de la estratigrafía.

## Vida y carrera

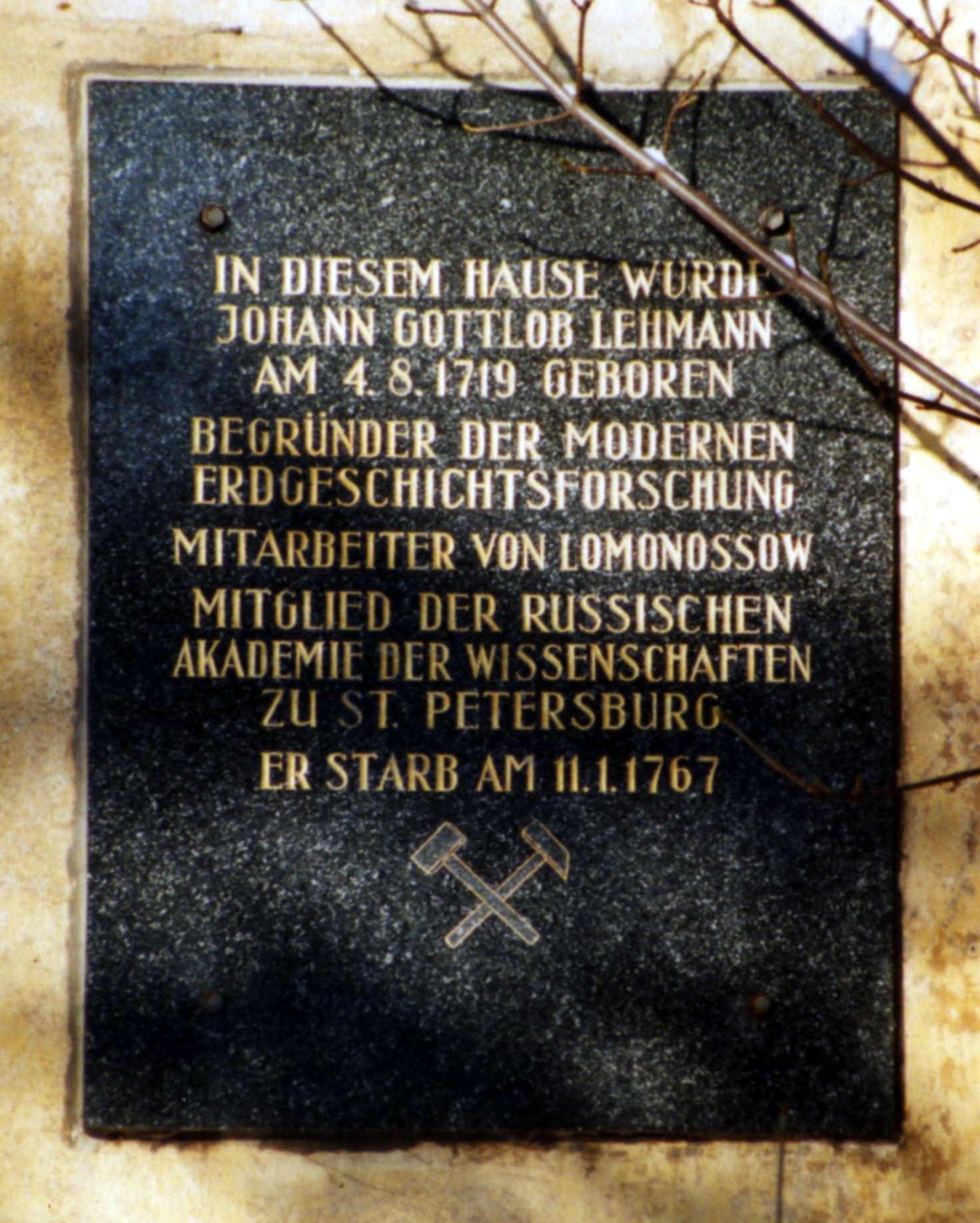
Placa conmemorativa de Johann Gottlob Lehmann en su lugar de nacimiento en Langenhennersdorf en Sajonia, Alemania

Lehmann nació en Bad Gottleuba-Berggießhübel, electorado de Sajonia y asistió a la Universidad Martín Lutero de Halle-Wittenberg, de la que se licenció en medicina en 1741, y luego estableció una práctica en Dresde. Viviendo en Sajonia, desarrolló un interés en la industria minera local y publicó sobre la composición química de los depósitos minerales. En 1750, la Academia Prusiana de las Ciencias le encargó estudiar las prácticas mineras en toda Prusia.
En 1761, la Academia de Ciencias de Rusia lo invitó a San Petersburgo, donde se convirtió en profesor de química y director del museo imperial de ese lugar. En el depósito Beryozovskoye en los Urales descubrió un mineral de plomo con un mineral de color naranja rojizo (PbCrO
4), al que llamó "Rotbleierz" (mineral de plomo rojo); hoy en inglés su nombre es crocoíta.
Lehmann, Georg Christian Füchsel y Giovanni Arduino fueron los fundadores de la estratigrafía.

El principal mérito de Lehmann es su descripción precisa de las rocas estratificadas ("Flötzgebirge"). Distinguió treinta bandas sucesivas de roca en el sistema estratificado de Ilfeld y Mansfeld, y expuso la estructura geológica de ese distrito en una serie adjunta de diagramas y secciones.
Muchos de los términos en su descripción de los depósitos de Turingia fueron adoptados por él de los mineros y se han conservado en la literatura geológica; por ejemplo, Zechstein o piedra de mina, correspondiente al grupo Magnesian Limestone y esquistos o Upper Dyassic en Inglaterra; y rothes Todtliegendes (Rothliegende) o capa inferior roja, los lechos improductivos del sótano debajo del yacimiento de mineral, y el equivalente del Diásico Inferior.

Lehmann murió en San Petersburgo a causa de las heridas provocadas por la explosión de una retorta llena de arsénico.

## Trabajos seleccionados

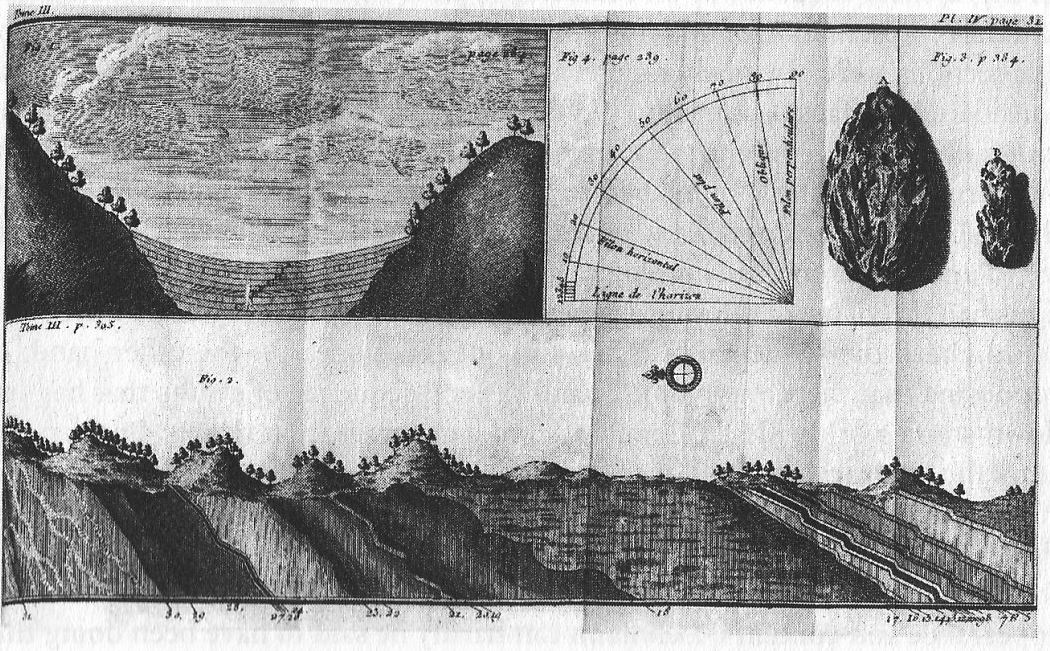
Perfil geológico creado por Lehmann

- Abhandlung von den Metall-Müttern und der Erzeugung der Metalle aus der Naturlehre und Bergwerckswissenschaft hergeleitet und mit chymischen Versuchen erwiesen Berlín 1753
- Versuch Einer Geschichte von Flötz-Gebürgen Betreffend Deren Entstehung, Lage, Darinne Befindliche Metallen, Mineralien und Fofßilien Größtentheils aus eigenen wahrnehmungen und aus denen grundsätzen dert natur-lehre hergeleitet, und mit nös nös nös nös nös nös nös nös nös nös nöth verseTherd vers. isat )
- Gedancken von denen Ursachen derer Erdbeben und deren Fortpflanzung unter der Erden Berlín 1757
- Kurzer Entwurf einer Mineralogía... Berlín 1758
- Cadmiologia oder Geschichte des Farben-Kobolds nach seinen Nahmen, Arten, Lagerstaedten darbey brechenden Metallen, Mineralien, Erzten und Steinen Berlín 1760